# Округ Кабел (Западна Вирџинија)
Кабел (енгл. Cabell County) је округ у америчкој савезној држави Западна Вирџинија.

## Демографија
По попису из 2010. године број становника је 96.319, што је 465 (-0,5%) становника мање него 2000. године.
| Група             | 2000.          | 2010.          |
| Белци             | 89.944 (92,9%) | 87.520 (90,9%) |
| Афроамериканци    | 4.150 (4,3%)   | 4.784 (5,0%)   |
| Азијати           | 749 (0,8%)     | 940 (1,0%)     |
| Хиспаноамериканци | 654 (0,7%)     | 1.046 (1,1%)   |
| Укупно            | 96.784         | 96.319         |